# Velbloud divoký
Velbloud dvouhrbý, drabař, velbloud dvouhrbý divoký, divoký velbloud dvouhrbý či velbloud divoký (Camelus ferus) je druh velkého savce z čeledi velbloudovití (Camelidae) a spolu s velbloudem jednohrbým (Camelus dromedarius) a domácím velbloudem dvouhrbým (Camelus bactrianus) jediný recentní zástupce rodu velbloud (Camelus). Druh je kriticky ohrožený v přírodě a jeho populace v Mongolsku čítá asi 350 kusů a v Číně asi 600. Dříve byl považován za předka domácího velblouda dvouhrbého (Camelus bactrianus), avšak moderní výzkumy dokazují, že se jedná o dva svébytné druhy. K oddělení divokého velblouda dvouhrbého (Camelus ferus) a neznámého předka domácích velbloudů dvouhrbých (Camelus bactrianus) došlo již před 1,5–0,7 miliony let.

## České jméno
V publikaci České názvy živočichů II: Savci z pera Miloše Anděry, kterou vydalo Národní muzeum za účelem sjednocení českého názvosloví savců, je pro druh C. ferus stanoveno české jméno velbloud dvouhrbý se synonymem drabař. Druhu C. bactrianus je autorem této publikace přiděleno poněkud nesystémové jméno domácí velbloud dvouhrbý.
Ne vždy jsou však tato jména plně přijímána. Například v databázi BioLib je pro C. ferus použito jméno velbloud dvouhrbý divoký, což je opět pojmenování, které se poněkud vymyká zvyklostem tvorby českého zoologického názvosloví. Jako synonyma jsou uvedena jména velbloud dvouhrbý a drabař. Jméno velbloud dvouhrbý je však přijato také jako hlavní jméno pro C. bactrianus, navíc je i u tohoto druhu uvedeno synonymum drabař.
Zoo Praha, která se věnuje chovu C. bactrianus a aktivně se podílí na ochraně C. ferus v Mongolsku, používá pro druh C. bactrianus jméno velbloud dvouhrbý domácí a pro C. ferus jméno velbloud divoký.
Dalším alternativním jménem pro C. ferus je divoký velbloud dvouhrbý, které používají některé zoologické zahrady.

## Základní charakteristika
Divoký velbloud se vyznačuje kuželovitým tvarem hrbů, které jsou asi o polovinu menší než u domestikovaného druhu. Mitochondriální genomy obou druhů vykazují nukleotidovou divergenci téměř 3% a druhy se liší i počtem jaderných chromozomů, divoký velbloud jich má o tři páry více. Mezi domácími a divokými velbloudy běžně dochází ke křížení, což má neblahý vliv na stabilitu populace divokého druhu.

Druh Camelus ferus v současnosti zbytkově obývá pouštní oblasti střední Asie. Nejvíce jedinců obývá poušť Taklamakan v čínské provincii Sin-ťiang, kde by se mělo nacházet asi 600 kusů, dalších 350 jedinců žije v mongolské poušti Gobi. Areál výskytu se nachází v nadmořské výšce 1500 až 2000 m n. m. a teploty zde vystupují k 50 °C v létě a v zimě klesají na −25 °C. 

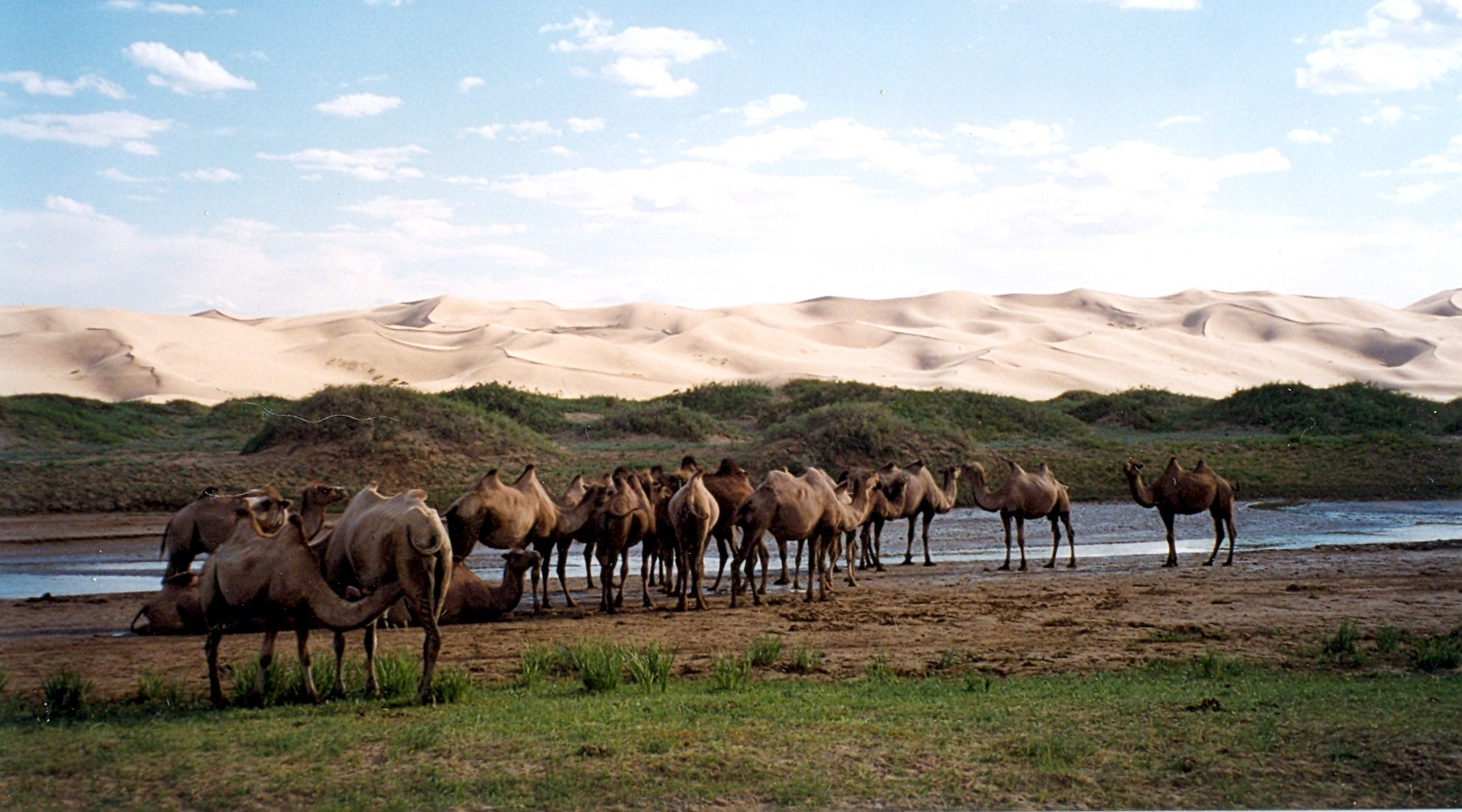
Stádo velbloudů v národním parku v Mongolsku

V roce 2018 se do ochrany divokých velbloudů dvouhrbých v Mongolsku zapojila také Zoo Praha, a to v návaznosti na dosavadní tamní aktivity v čele s projektem Návrat divokých koní. V rámci tohoto projektu vzniklo  v roce 2023 chovné centrum Toli bulag na jihu Mongolska, kam bylo v roce 2024 přepraveno sedm velbloudů divokých. Další spolupráce na ochraně velblouda divokého byla podepsána v březnu 2025. Zoo Praha se stala hlavním partnerem Ministerstvem pro životní prostředí a klimatickou změnu Mongolska při záchraně tohoto kriticky ohroženého druhu. Obě strany začnou společně připravovat vytvoření jeho záložní populace v evropských zoologických zahradách.